# Primera División de Bolivia
La Primera División de Bolivia (conocida como Liga Tecno por motivos de patrocinio y oficialmente como División Profesional del Fútbol Boliviano (DivPro)) es la máxima categoría del Sistema de ligas de Bolivia. Es organizada desde 2018 directamente por la Federación Boliviana de Fútbol (FBF) tras suceder a la otrora Liga del Fútbol Profesional Boliviano (LFPB).
La Primera División es la única categoría con estatus profesional en Bolivia, mientras que el resto de divisiones dependen de sus correspondientes asociaciones departamentales.
El primer campeonato profesional en Bolivia vio sus inicios con el Campeonato Paceño de 1950, en el que sólo participaron clubes del departamento de La Paz, esto debido a ser la primera región en contar con una entidad profesional de fútbol. Posteriormente y una vez alcanzado el estatus profesional, las asociaciones de fútbol de los departamentos de Oruro y Cochabamba se integraron al campeonato nacional, lo cual permitió que más regiones del país participaran del torneo, adquiriendo así una mayor competitividad. El Campeonato de 1954 denominado Mixto fue la  primera competición de clubes de fútbol de Bolivia cuyo  ganador fue reconocido como campeón nacional.
Según la clasificación 2001-2010 de la IFFHS, fue posicionada como la 39.ª mejor liga del mundo durante la primera década del siglo XXI.

## Historia

### Introducción del fútbol en Bolivia
El fútbol fue introducido en Bolivia a finales del siglo xix por los técnicos ingleses de la compañía de ferrocarril Bolivian Railway. El ferrocarril unió, en 1882, el puerto de Antofagasta con la ciudad de Oruro. Los rieles llevaron y trajeron mercancías y también espectáculos, teatro, toros, cinematógrafo y fútbol. Cuenta la historia que un empresario orureño, radicado en Chile por un tiempo, volvió al terruño portando en el equipaje una pelota y una idea, difundir el foot-ball, como se escribía entonces, en las haldas abruptas y frías de los Andes. El grupo de técnicos ingleses de la Bolivian Railway se encargó de repartir uniformes y vestir con ellos a los contrincantes, que disputaron los partidos pioneros de toda una entusiasta tradición futbolística, en la altoandina ciudad de Oruro, que luego se extendieron a Uyuni.
El primer club boliviano fue el Oruro Royal Foot Ball Club, fundado el 26 de mayo de 1896 por los trabajadores bolivianos encargados de los tendidos de los rieles de la compañía Bolivian Railway quienes aprendieron el fútbol de los técnicos ingleses. En 1897, en Potosí se funda el club Stormers Petrolero, en 1901, en La Paz aparece el Bolivian Rangers, alrededor de 1905 en Cochabamba se funda el National Football Club y en La Paz el Thunders, 2 años después, el 8 de abril de 1908 se funda The Strongest.

### Amateurismo
El fútbol amateur organizado en Bolivia comenzó en 1914 con la creación de las primeras Asociaciones Departamentales de Fútbol y sus respectivos torneos locales.
El 22 de febrero de 1914 se fundó la La Paz Football Asociation (AFLP), la primera del país, durante el amateurismo paceño se jugaron 29 torneos locales entre 1914 y 1949, en esta época destacaron: The Strongest con 13 títulos paceños, Bolívar con 6 títulos, Litoral con 3 y Universitario de La Paz con 1 título y 5 subcampeonatos. En 1950, la Asociación de Fútbol La Paz modifica sus estatutos y es la primera asociación en profesionalizar su fútbol.
El 3 de julio de 1914 se fundó la Asociación Chuquisaqueña de Fútbol (ACHF), destacaron en esta época del amateurismo chuquisaqueño: Stormers Sporting Club, Junín, Independiente Petrolero, Magisterio Rural y Universitario de Sucre. A partir de 1969, el departamento de Chuquisaca se integra al Fútbol Profesional Boliviano, los primeros clubes que participaron en la Copa Simón Bolívar de 1969 fueron Stormers y Universitario de Sucre.
El 17 de agosto de 1917 se fundó la Asociación Cruceña de Fútbol (ACF), los torneos cruceños comenzaron el mismo año en que se creó la ACF, durante el amateurismo cruceño se jugaron 45 torneos locales entre 1917 y 1964, en esta época destacaron: Franco con 7 títulos, Atles con 1 título, Florida con 12 títulos, Blooming con 5 títulos y Oriente Petrolero con 4 títulos cruceños. A partir de 1965, el departamento de Santa Cruz se integra al Fútbol Profesional Boliviano, el primer club que participó en la Copa Simón Bolívar de 1965 fue Oriente Petrolero.
El 21 de junio de 1921 se fundó la Asociación de Fútbol de Oruro (AFO), 25 años después de ser creado el primer club boliviano, destacaron en esta época del amateurismo orureño: Oruro Royal, Bolívar Nimbles, Unión Obrera, San José y los clubes relacionados con el ferrocarril American de Machacamarca e International Football Club. A partir de 1954, el departamento de Oruro se integra al Fútbol Profesional Boliviano. El primer club que participó en el Torneo Integrado de 1954 fue San José.
El 22 de abril de 1922 fue fundada la Asociación Tarijeña de Fútbol (ATF), sin embargo, el departamento de Tarija demoraría muchas décadas en ingresar a la era profesional con la participación de Ciclón en el Torneo de la Liga en 1985.
El 18 de abril de 1924 se fundó la Cochabamba Football Asociation (AFC), el fútbol amateur cochabambino se jugó entre 1924 y 1954, en esta época destacaron: New Players, Racing, Veltzé, Aurora y Bata. Aurora obtuvo 10 títulos locales, Bata fue el último campeón de la época amateur. A partir de 1955, el departamento de Cochabamba se incorpora al Fútbol Profesional Boliviano, los primeros clubes que participaron en el Torneo Integrado de 1955 fueron Wilstermann y Aurora.
El 26 de junio de 1924 se fundó la Asociación de Fútbol de Potosí (AFP), destacando en la época del amateurismo potosino con clubes como Highland Players, Municipal, Sporting Potosí, American Royal y Liga Comercial. A partir de 1970, el departamento de Potosí se incorpora al Fútbol Profesional Boliviano.
El 10 de abril de 1936 fue fundada la Asociación de Fútbol de Beni (AFB) y, 40 años después en 1976, el departamento del Beni se incorpora a la Copa Simón Bolívar con los clubes 20 de Agosto y Universitario (UAB).
En 1997 fue creada la Asociación Pandina de Fútbol (APF), siendo así el departamento de Pando el último departamento del país en conformar su asociación de fútbol e incorporarse al fútbol profesional boliviano el año 2014 con el ascenso de Universitario (UAP) a primera división.
A partir de la creación de la Liga y desde 1977 hasta la actualidad, las Asociaciones Departamentales juegan sus torneos locales nuevamente de forma amateur.

### Profesionalismo

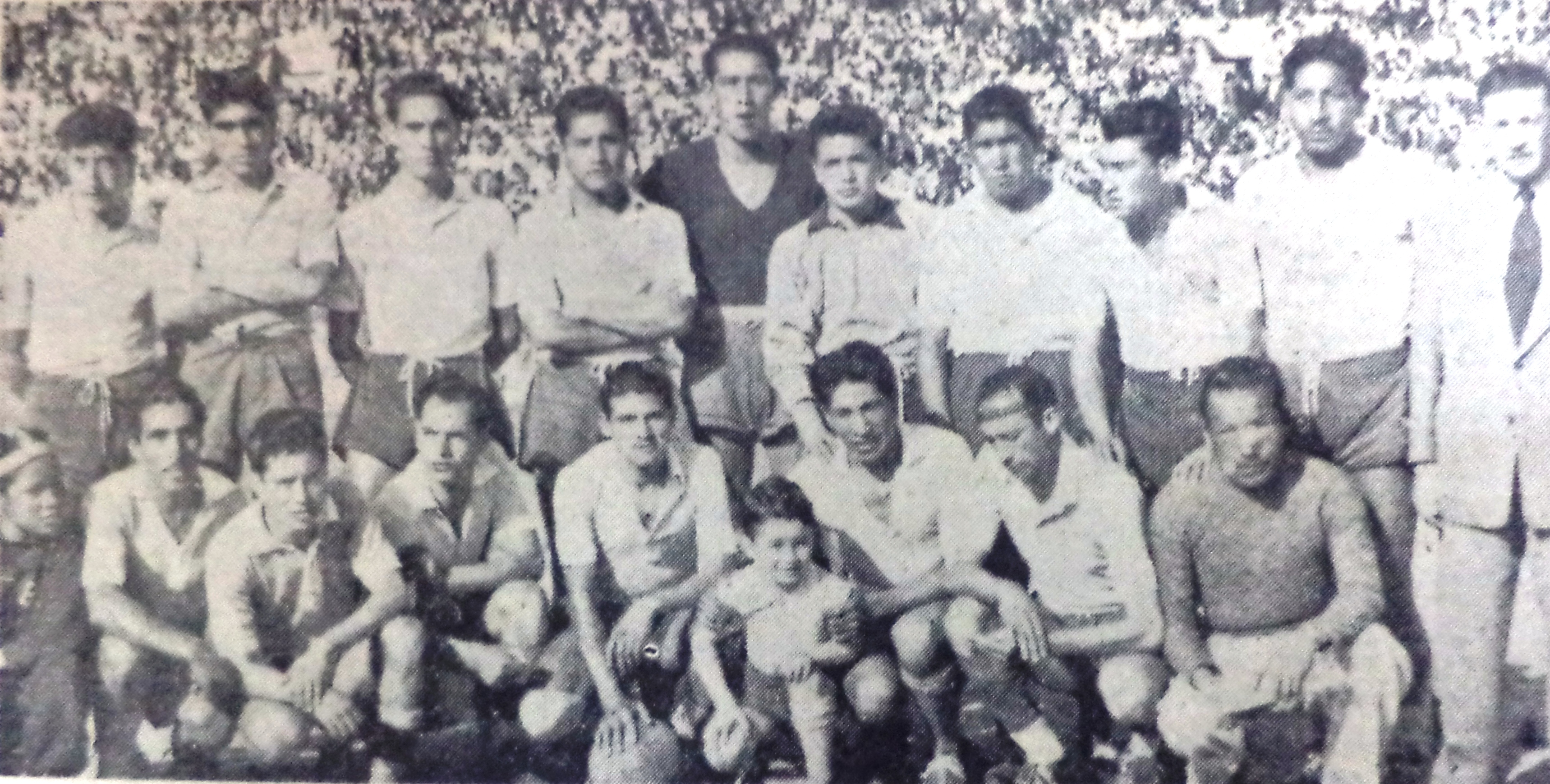
Bolívar ganador del primer título profesional de1950.

El profesionalismo en el fútbol boliviano se divide en 4 grandes periodos de tiempo.
El primero, entre 1950-1959, en el que participaron los clubes de La Paz, Cochabamba y Oruro. No participaron clubes de otros departamentos porque entonces no tenían fútbol profesional, solamente algunos de ellos tenían campeonatos locales amateurs. El segundo, entre 1960-1976, con la creación de la Copa Simón Bolívar con la participación, en diferentes momentos, clubes de los 9 departamentos del país. El tercer periodo, desde 1977 hasta 2017 con la creación de la Liga del fútbol profesional boliviano (LFPB). Y el cuarto periodo, desde 2018 con la creación de la División Profesional del fútbol boliviano.
El Fútbol Profesional Boliviano llegó a La Paz en 1950, a Oruro en 1954, a Cochabamba en 1955, a Santa Cruz en 1965, Chuquisaca en 1969, Potosí en 1970, Beni en 1976, Tarija en 1985 y Pando en 2014.
| Departamento | Año  |
| ------------ | ---- |
| La Paz       | 1950 |
| Oruro        | 1954 |
| Cochabamba   | 1955 |
| Santa Cruz   | 1965 |
| Chuquisaca   | 1969 |
| Potosí       | 1970 |
| Beni         | 1976 |
| Tarija       | 1985 |
| Pando        | 2014 |

#### Torneo Profesional de la AFLP
El 25 de mayo de 1950, la AFLP, igual que hoy la FBF, modifica sus estatutos y divide el fútbol entre profesional y amateur para separar perfectamente a los clubes del fútbol rentado de los otros que practicaban el fútbol de aficionados. Los campeones profesionales del fútbol paceño fueron: 1950 Bolívar, 1951 Always Ready, 1952 The Strongest y 1953 Bolívar.

#### Torneo Integrado
A partir de 1954 se incorporan al torneo profesional de La Paz, equipos del interior del país. En 1954 se incorpora el Club San José de Oruro y en 1955 los clubes de Cochabamba: Wilstermann y Aurora. Los Torneos Integrados se disputaron en 1954, 1955 y 1956.

#### Certamen Nacional Mixto
En 1957 hubo dos campeonatos paralelos, uno organizado por la AFLP y el Certamen Nacional Mixto organizado por equipos de la AFC, la AFO y los centros mineros.

#### Regreso al Torneo Integrado
En 1958 y 1959 se retoma el torneo nacional de fútbol profesional entre equipos de La Paz, Cochabamba y Oruro. A principios de 1960, el Club Jorge Wilstermann como campeón del Torneo Nacional de 1959 organizado por la AFLP, es inscrito por la Federación Boliviana de Fútbol como en el primer representante de Bolivia en la Copa Libertadores de América de 1960.

#### Copa Simón Bolívar
En 1960 la Federación Boliviana de Fútbol, tras el XXV Congreso del fútbol boliviano, creó el Torneo Mayor de la República luego llamado Copa Simón Bolívar como la máxima competición a nivel de clubes de Bolivia. Durante 15 años la Copa Simón Bolívar fue la primera división de Bolivia donde sus campeones representaban a Bolivia en la Copa Libertadores de América.
El formato de la Copa Simón Bolívar fue variable debido a las dificultades de desplazamiento y comunicación de la época, se optó que cada Asociación Departamental juegue su torneo oficial de febrero a agosto, y que solo los campeones y subcampeones de estas jueguen el torneo nacional Copa Simón Bolívar, desde agosto a diciembre.
La disputa de la Copa Simón Bolívar despertó mayor interés en el público y dio pie al nacimiento de rivalidades entre equipos hoy consideradas clásicas. Sin embargo, el hecho de que el torneo nacional fuese solo los últimos 4 meses del año causaba que los equipos se reforzaran solo para aquella época, por lo que aún se observaba un buen número de jugadores de dedicación no exclusiva al fútbol, sobre todo en los equipos menores.

#### Liga del Fútbol Profesional Boliviano
La desastrosa participación de la selección de fútbol de Bolivia en la ronda final de Cali, Colombia, por las eliminatorias del Mundial Argentina 78, donde fue vapuleada por Brasil (8-0) y Perú (5-0), dio lugar a una idea que venía madurando hacía unos años.
Dieciséis clubes de siete departamentos de Bolivia se separaron de sus respectivas asociaciones de fútbol y decidieron crear unilateralmente la Liga del Fútbol Profesional Boliviano (LFPB) el 16 de agosto de 1977, restándole de esta forma poder a la Federación Boliviana de Fútbol, quien organizaba los torneos hasta 1976. La LFPB al igual que la Copa Simón Bolívar enviaba a sus campeones a la Copa Libertadores.
La declaración constitutiva de los 16 clubes decía:
La Liga trajo mejoras económicas a los clubes, pues hasta la década de los 90, los clubes no percibían ingresos por derechos de televisación de sus partidos locales.

#### División Profesional del Fútbol Boliviano
En 2017 la FIFA aprobó los nuevos estatutos de la Federación Boliviana de Fútbol, para que sea esta la máxima institución donde se organicen los campeonatos nacionales a través de sus dos divisiones; la División Profesional (ex-Liga) y la División Aficionados (ex-ANF). En abril de 2018 la FBF entra en posesión y administración de los bienes inmuebles de la Liga convirtiéndose de esta forma en el ente organizador de la primera división de Bolivia.

## Sistema de competición

### Desarrollo histórico
El formato del campeonato de la Primera División de Bolivia ha sufrido cambios a través de los años.
Entre 1950 y 1959 los torneos fueron organizados bajo el sistema todos contra todos, coronándose a un campeón por año.
Con la Copa Simón Bolívar en 1960, período que se extendió hasta 1976, el campeonato boliviano no tuvo un formato estandarizado y fue cambiando en cada temporada. En un principio, el sistema del torneo fue de eliminación directa, pero luego se fue variando entre los sistemas todos contra todos y por fases; este último presentaba una primera fase de grupos, donde jugaban todos contra todos, y una segunda fase con los mejores clasificados de cada grupo, para finalmente jugar partidos de eliminación directa de ida y vuelta hasta llegar a la final.
En 1977, la Liga de Fútbol Profesional Boliviano tenía 16 equipos separados en dos series, jugando de febrero a diciembre y con un solo campeón por año. Cabe resaltar que el número de equipos participantes en cada temporada fue igual de variable que el formato de los torneos. Recién en 1994 se establece un número fijo de 12 equipos en la Liga, cantidad que se mantuvo por 24 temporadas consecutivas.
Uno de los cambios más significativos en el formato del torneo se da en 1991, instituyéndose que cada temporada tenga dos torneos al año organizados como Apertura y Clausura, y cuyos ganadores disputaban el título de Campeón Nacional de la Temporada en una final anual a partidos de ida y vuelta. Este formato se mantuvo hasta la Temporada 2002. Sin embargo, a partir de la Temporada 2003 se deja de jugar la final anual y los ganadores de los torneos Apertura y Clausura de cada año son considerados Campeones Nacionales independientes, es decir, se tiene a dos campeones oficiales por temporada. Esto cambió el año 2024 volviendo a la lógica de enfrentar a los campeones del apertura y clausura en una super final para definir al campeón anual.
En 2005 se introdujo otro cambio, cuando los equipos decidieron adoptar el calendario oficial de la FIFA jugando la temporada desde agosto hasta junio en vez de febrero a diciembre. Sin embargo, este cambio duró solo una temporada (2005/06) y en 2007 se volvió al formato de febrero a diciembre, hasta la Temporada 2010.
Nuevamente en 2011, la Liga se adecuó al calendario FIFA y se mantuvo ese formato hasta la temporada 2015/16. A partir de la temporada 2016-17 y tras consenso entre la LFPB y la ANF (división aficionados) tomaron la determinaron de retornar al formato de año calendario, debido a las reformas de la Conmebol para disputar Copa Libertadores y Copa Sudamericana desde enero a diciembre de cada año a partir de 2017.
En 2018, la Liga de Fútbol Profesional Boliviano desaparece como entidad organizativa del campeonato boliviano y este pasa a ser estructurado directamente por la Federación Boliviana de Fútbol bajo el rótulo de División Profesional. Ese mismo año, se aumenta la cantidad de equipos participantes en el torneo a un total de 14. Posteriormente, en 2021, se incrementa este número hasta un total de 16 equipos.

### Premios
Los 16 equipos de la División Profesional compiten para obtener uno de los 8 cupos de clasificación a torneos internacionales que organiza la Conmebol. De estos cupos, 4 se clasifican a la Copa Libertadores y 4 a la Copa Sudamericana.
Los criterios aplicados para la entrega de premios son variables para cada torneo y se acomodan de acuerdo con el formato que tenga el mismo. De esta forma, es la FBF la que define cómo se realizará la repartición de premios previo inicio de cada temporada, pudiendo tener los Torneos Apertura y Clausura sus premios establecidos de manera independiente u otorgándose todos a través de la tabla acumulada de ambos torneos al final de la temporada.

### Descensos
El equipo con la menor cantidad de puntos totales en la tabla acumulada anual, sumando los puntos de los Torneos Apertura y Clausura, desciende directamente a la Copa Simón Bolívar y su plaza es ocupada por el equipo campeón del mismo torneo.
Por otra parte, el penúltimo equipo con la menor cantidad de puntos totales en la tabla acumulada anual va al descenso indirecto, que consiste en una serie de eliminación directa a partidos de ida y vuelta contra el subcampeón de la Copa Simón Bolívar, para permanecer en la División Profesional o descender a la ya mencionada copa.

## Equipos participantes
Un total de 95 equipos (considerando fusiones y cambios de nombre) han participado a lo largo de las 74 temporadas de la Primera División (contando la actual temporada 2025), de los cuales, 17 han obtenido el campeonato al menos una vez.

### Equipos participantes 2025
| Equipo                                               | Departamento (Ciudad)                | Fundación                         | Entrenador             | Estadio               | Capacidad | Uniforme  |
| ---------------------------------------------------- | ------------------------------------ | --------------------------------- | ---------------------- | --------------------- | --------- | --------- |
| ABB                                                  | La Paz (El Alto)                     | 28 de junio de 1985 (40 años)     | Pablo Godoy            | Municipal de El Alto  | 25.000    | Drei      |
| Always Ready                                         | La Paz (El Alto)                     | 13 de abril de 1933 (92 años)     | Julio César Baldivieso | Municipal de El Alto  | 25.000    | Marathon  |
| Aurora                                               | Cochabamba (Cochabamba)              | 27 de mayo de 1935 (90 años)      | Daniel Farrar          | Félix Capriles        | 32.300    | Marathon  |
| Blooming                                             | Santa Cruz (Santa Cruz de la Sierra) | 1 de mayo de 1946 (79 años)       | Mauricio Soria         | Ramón Aguilera Costas | 38.500    | Marathon  |
| Bolívar                                              | La Paz (La Paz)                      | 12 de abril de 1925 (100 años)    | Flavio Robatto         | Hernando Siles        | 45.000    | Puma      |
| CDT Real Oruro                                       | Oruro (Oruro)                        | 30 de abril de 1962 (63 años)     | Alberto Illanes        | Jesús Bermúdez        | 33.000    | Forte     |
| FC Universitario                                     | Cochabamba (Vinto)                   | 23 de marzo de 2005 (20 años)     | Thiago Leitão          | Hipólito Lazarte      | 2.000     | Oxígeno   |
| Gualberto Villarroel SJ                              | Oruro (Oruro)                        | 16 de julio de 1968 (57 años)     | Eduardo Villegas       | Jesús Bermúdez        | 33.000    | Arce      |
| Guabirá                                              | Santa Cruz (Montero)                 | 14 de abril de 1962 (63 años)     | Rolando Carlen         | Gilberto Parada       | 18.000    | Forte     |
| Independiente Petrolero                              | Chuquisaca (Sucre)                   | 4 de abril de 1932 (93 años)      | Marcelo Robledo        | Patria                | 32.000    | Red White |
| Jorge Wilstermann                                    | Cochabamba (Cochabamba)              | 24 de noviembre de 1949 (75 años) | Cristian Chávez        | Félix Capriles        | 32.300    | Puma      |
| Nacional Potosí                                      | Potosí (Potosí)                      | 8 de abril de 1942 (83 años)      | César Vigevani         | Víctor Agustín Ugarte | 32.105    | Willys    |
| Archivo:Icon Oriente Petrolero.png Oriente Petrolero | Santa Cruz (Santa Cruz de la Sierra) | 5 de noviembre de 1955 (69 años)  | Gualberto Mojica       | Ramón Aguilera Costas | 38.500    | Marathon  |
| Real Tomayapo                                        | Tarija (Tarija)                      | 2 de febrero de 1999 (26 años)    | Humberto Viviani       | IV Centenario         | 25.000    | Oxígeno   |
| San Antonio                                          | Cochabamba (Entre Ríos)              | 31 de octubre de 1962 (62 años)   | Joaquín Monasterio     | Carlos Villegas       | 17.000    | Forte     |
| The Strongest                                        | La Paz (La Paz)                      | 8 de abril de 1908 (117 años)     | Carlos Bustos          | Hernando Siles        | 45.000    | Marathon  |

### Estadísticas de los equipos
| Equipo                                               | Primera participación | Temporadas totales | Último retorno | Temporadas consecutivas | Títulos | Último título | Temporada 2024 |
| ---------------------------------------------------- | --------------------- | ------------------ | -------------- | ----------------------- | ------- | ------------- | -------------- |
| ABB                                                  | 2025                  | 1                  | -              | -                       | -       | -             | Entró          |
| Always Ready                                         | 1950                  | 28                 | 2019           | 7                       | 3       | 2020-A        | 9.°            |
| Aurora                                               | 1955                  | 47                 | 2018           | 8                       | 2       | 2008-C        | 4.°            |
| Blooming                                             | 1967                  | 51                 | 1997           | 28                      | 5       | 2009-C        | 7.°            |
| Bolívar                                              | 1950                  | 68                 | 1974           | 51                      | 31      | 2024          | 1.°            |
| CDT Real Oruro                                       | 2025                  | 1                  | -              | -                       | -       | -             | Entró          |
| FC Universitario                                     | 2022                  | 4                  | -              | 4                       | -       | -             | 11.°           |
| Gualberto Villarroel SJ                              | 2024                  | 2                  | -              | 2                       | -       | -             | 6.°            |
| Guabirá                                              | 1968                  | 37                 | 2016           | 10                      | 1       | 1975          | 14.°           |
| Independiente Petrolero                              | 1972                  | 25                 | 2021           | 5                       | 1       | 2021          | 12.°           |
| Jorge Wilstermann                                    | 1955                  | 66                 | 2012           | 13                      | 15      | 2019-C        | 10.°           |
| Nacional Potosí                                      | 1961                  | 17                 | 2011           | 14                      | -       | -             | 5.°            |
| Archivo:Icon Oriente Petrolero.png Oriente Petrolero | 1961                  | 62                 | 1975           | 50                      | 5       | 2010-C        | 13.°           |
| Real Tomayapo                                        | 2021                  | 5                  | -              | 5                       | -       | -             | 8.°            |
| San Antonio                                          | 2024                  | 2                  | -              | 2                       | -       | -             | 2.°            |
| The Strongest                                        | 1950                  | 66                 | 1974           | 51                      | 16      | 2023          | 3.°            |

### Equipos por departamento
| Departamento | N.º | Equipos                                                  |
| ------------ | --- | -------------------------------------------------------- |
| Cochabamba   | 4   | Aurora, FC Universitario, Jorge Wilstermann, San Antonio |
| La Paz       | 4   | ABB, Always Ready, Bolívar, The Strongest                |
| Santa Cruz   | 3   | Blooming, Guabirá, Oriente Petrolero                     |
| Oruro        | 2   | CDT Real Oruro, Gualberto Villarroel SJ                  |
| Chuquisaca   | 1   | Independiente Petrolero                                  |
| Potosí       | 1   | Nacional Potosí                                          |
| Tarija       | 1   | Real Tomayapo                                            |

1. ↑  «Anteproyecto para la organización de un Campeonato Mixto Extraordinario». Consultado el 11 de diciembre de 2020.
2. ↑  El Diario (enlace recuperado) (ed.). «Repercutio en el Interior Triunfo Obtenido por Litoral». Archivado desde el original el 10 de junio de 2022. Consultado el 19 de febrero de 2021.
3. ↑  «The strongest Leagues of the World of the 21st Century». Archivado desde el original el 14 de enero de 2013. Consultado el 13 de enero de 2013.
4. ↑  D. Mesa Gisbert, Carlos; De Mesa, Borja (26 de enero de 2011). «Historia de Nuestro Fútbol, Capítulo 1. Aquellos Magníficos Hombres del Amateurismo 1896 – 1924». Consultado el 17 de junio de 2012.
5. ↑  D. Mesa Gisbert Carlos, Borja De Mesa (22 de mayo de 2011). «Historia de Nuestro Fútbol, Capítulo 4. Comienza El Profesionalismo 1950-1959». Consultado el 15 de octubre de 2011.
6. ↑  Diario La Razón (ed.). «La AFLP celebra su centenario».
7. ↑  D. Mesa Gisbert Carlos, Borja De Mesa (24 de diciembre de 2013). «Historia de los Campeonatos del Fútbol Profesional Boliviano».
8. ↑  Diario Los Tiempos (ed.). «La historia de la Copa Simón Bolívar».
9. ↑  D. Mesa Gisbert Carlos, Borja De Mesa (13 de enero de 2013). «Historia de Nuestro Fútbol, Capítulo 5. 1960-1964 Los Años del Caos».
10. ↑  Galarza, Jaime.  Once a Once, ed. «Y nació la Liga». Consultado el 2 de enero de 2012.
11. ↑  Diario La Razón (ed.). «La Liga tiene 35 años».
12. ↑  Mesa, Carlos D. (9 de enero de 2013). «Historia de Nuestro Fútbol, Capítulo 7. 1977 La Creación de la Liga».
13. ↑  Diario Página Siete. (ed.). «Santa Cruz tiene a seis de los 14 equipos profesionales».
14. ↑  Diario La Razón (ed.). «Historia: La Liga de Fútbol Profesional Boliviano se fundó hace 34 años». Consultado el 2 de enero de 2012.
15. ↑  Diario Los Tiempos, ed. (12 de abril de 2018). «Dirigencia de la FBF debe trabajar en la liquidación de la Liga y la ANF».
16. ↑  Mesa, Carlos D. (24 de junio de 2018). «División Profesional (DP)».
17. ↑  Diario Los Tiempos, ed. (23 de abril de 2018). «El fútbol profesional boliviano en evolución».
18. ↑  LFPB (ed.). «Liga del Fútbol Profesional Boliviano Página oficial». Archivado desde el original el 9 de noviembre de 2014. Consultado el 20 de diciembre de 2015.
19. ↑  El club no participó del torneo nacional en las temporadas 1961, 1963, 1964, 1965, 1970, 1971, 1972 y 1973.
20. ↑  El club no participó del torneo nacional en las temporadas 1963, 1968 y 1974.
21. ↑  El club no participó del torneo nacional en las temporadas 1960, 1961, 1963, 1965, 1966, 1967, 1968, 1969, 1972 y 1973.

## Historial

### Campeonatos por temporada
| Temp.                                       | Torneo                      | Campeón                                                                                                   | Subcampeón                                                                                                | Tercer lugar                                                                                              | Clubes | Notas |
| Torneo Departamental (AFLP)                 | Torneo Departamental (AFLP) | Torneo Departamental (AFLP)                                                                               | Torneo Departamental (AFLP)                                                                               | Torneo Departamental (AFLP)                                                                               | Torneo Departamental (AFLP)                                                                               | Torneo Departamental (AFLP) |
| ------------------------------------------- | --------------------------- | --- | --- | --- | --- | --- |
| 1.°                                         | [1] 1950                    | Bolívar (1)                                                                                               | Litoral (La Paz) (1)                                                                                      | Unión Maestranza                                                                                          | 9 | Primer campeón profesional. |
| 2.°                                         | [2] 1951                    | Always Ready (1)                                                                                          | Bolívar (1)                                                                                               | Ferroviario                                                                                               | 8 | |
| 3.°                                         | [3] 1952                    | The Strongest (1)                                                                                         | Always Ready (1)                                                                                          | Ingavi | 8 | |
| 4.°                                         | [4] 1953                    | Bolívar (2)                                                                                               | Always Ready (2)                                                                                          | Ingavi | 8 | Primer campeón invicto. |
| Torneo Integrado (AFLP)                     |                             | | | | | |
| 5.°                                         | [5] 1954                    | Litoral (La Paz) (1)                                                                                      | The Strongest (1)                                                                                         | Municipal                                                                                                 | 9 | |
| 6.°                                         | [6] 1955                    | San José (1)                                                                                              | Chaco Petrolero (1)                                                                                       | Bolívar                                                                                                   | 11 | |
| 7.°                                         | [7] 1956                    | Bolívar (3)                                                                                               | Municipal (1)                                                                                             | Litoral (La Paz)                                                                                          | 12 | |
| 8.° (a)                                     | [8a] 1957                   | Always Ready (2)                                                                                          | Municipal (2)                                                                                             | Chaco Petrolero                                                                                           | 8 | |
| Torneo Nacional Mixto (AFO y AFC)           |                             | | | | | |
| 8.° (b)                                     | [8b] 1957                   | Jorge Wilstermann (1)                                                                                     | Aurora (1)                                                                                                | San José                                                                                                  | 7 | Torneo organizado de manera paralela al Torneo Integrado de la AFLP, por divergencias institucionales.                                                                                               |
| Torneo Integrado (AFLP)                     |                             | | | | | |
| 9.°                                         | [9] 1958                    | Jorge Wilstermann (2)                                                                                     | Municipal (3)                                                                                             | San José                                                                                                  | 12 | |
| 10.°                                        | [10] 1959                   | Jorge Wilstermann (3)                                                                                     | Always Ready (3)                                                                                          | Bolívar                                                                                                   | 12 | Primer campeón nacional inscrito en la Copa Libertadores. |
| Torneo Mayor de la República (FBF)          |                             | | | | | |
| 11.°                                        | [11] 1960                   | Jorge Wilstermann (4)                                                                                     | Aurora (2)                                                                                                | Municipal                                                                                                 | 8 | Récord en campeonatos consecutivos (4). |
| 12.°                                        | [12] 1961                   | Municipal (1)                                                                                             | Aurora (3)                                                                                                | Racing SC                                                                                                 | 16 | |
| -                                           | 1962                        | Campeonato no disputado                                                                                   | Campeonato no disputado                                                                                   | Campeonato no disputado                                                                                   | Campeonato no disputado                                                                                   | Campeonato no disputado |
| 13.°                                        | [13] 1963                   | Aurora (1)                                                                                                | Jorge Wilstermann (1)                                                                                     | San José                                                                                                  | 5 | |
| Copa Simón Bolívar (FBF)                    |                             | | | | | |
| 14.°                                        | [14] 1964                   | The Strongest (2)                                                                                         | Aurora (4)                                                                                                | San José                                                                                                  | 15 | |
| 15.°                                        | [15] 1965                   | Municipal (2)                                                                                             | Jorge Wilstermann (2)                                                                                     | Archivo:Icon Oriente Petrolero.png Oriente Petrolero                                                      | 4 | |
| 16.°                                        | [16] 1966                   | Bolívar (4)                                                                                               | 31 de Octubre (1)                                                                                         | Jorge Wilstermann                                                                                         | 9 | |
| 17.°                                        | [17] 1967                   | Jorge Wilstermann (5)                                                                                     | Always Ready (4)                                                                                          | Blooming                                                                                                  | 6 | |
| 18.°                                        | [18] 1968                   | Bolívar (5)                                                                                               | Litoral (Cochabamba) (1)                                                                                  | Guabirá                                                                                                   | 6 | |
| 19.°                                        | [19] 1969                   | Universitario (UMSA) (1)                                                                                  | Bolívar (2)                                                                                               | Mariscal Santa Cruz                                                                                       | 15 | |
| 20.°                                        | [20] 1970                   | Chaco Petrolero (1)                                                                                       | The Strongest (2)                                                                                         | Archivo:Icon Oriente Petrolero.png Oriente Petrolero                                                      | 12 | |
| 21.°                                        | [21] 1971                   | Archivo:Icon Oriente Petrolero.png Oriente Petrolero (1)                                                  | Chaco Petrolero (2)                                                                                       | The Strongest                                                                                             | 13 | |
| 22.°                                        | [22] 1972                   | Jorge Wilstermann (6)                                                                                     | Archivo:Icon Oriente Petrolero.png Oriente Petrolero (1)                                                  | Petrolero (Cochabamba)                                                                                    | 13 | |
| 23.°                                        | [23] 1973                   | Jorge Wilstermann (7)                                                                                     | Municipal (4)                                                                                             | 31 de Octubre                                                                                             | 13 | |
| 24.°                                        | [24] 1974                   | The Strongest (3)                                                                                         | Jorge Wilstermann (3)                                                                                     | Petrolero (Cochabamba)                                                                                    | 13 | |
| 25.°                                        | [25] 1975                   | Guabirá (1)                                                                                               | Bolívar (3)                                                                                               | Archivo:Icon Oriente Petrolero.png Oriente Petrolero                                                      | 19 | Récord en cantidad de clubes participantes en el profesionalismo (19). |
| 26.°                                        | [26] 1976                   | Bolívar (6)                                                                                               | Archivo:Icon Oriente Petrolero.png Oriente Petrolero (2)                                                  | Guabirá                                                                                                   | 15 | |
| Liga de Fútbol Profesional Boliviano (LFPB) |                             | | | | | |
| 27.°                                        | [27] 1977                   | The Strongest (4)                                                                                         | Archivo:Icon Oriente Petrolero.png Oriente Petrolero (3)                                                  | Jorge Wilstermann                                                                                         | 16 | Primer campeón de la Liga de Fútbol Profesional Boliviano. |
| 28.°                                        | [28] 1978                   | Bolívar (7)                                                                                               | Jorge Wilstermann (4)                                                                                     | Archivo:Icon Oriente Petrolero.png Oriente Petrolero                                                      | 16 | |
| 29.°                                        | [29] 1979                   | Archivo:Icon Oriente Petrolero.png Oriente Petrolero (2)                                                  | The Strongest (3)                                                                                         | Blooming Bolívar                                                                                          | 15 | |
| 30.°                                        | [30] 1980                   | Jorge Wilstermann (8)                                                                                     | The Strongest (4)                                                                                         | Petrolero (Cochabamba)                                                                                    | 14 | Mejor desempeño en la historia de los torneos bajo el sistema todos contra todos (88% de los puntos posibles obtenidos). Mayor puntuación en un torneo si se cuentan 3 puntos por victoria (68 pts). |
| 31.°                                        | [31] 1981                   | Jorge Wilstermann (9)                                                                                     | The Strongest (5)                                                                                         | Blooming                                                                                                  | 14 | |
| 32.°                                        | [32] 1982                   | Bolívar (8)                                                                                               | Blooming (1)                                                                                              | Jorge Wilstermann                                                                                         | 14 | |
| 33.°                                        | [33] 1983                   | Bolívar (9)                                                                                               | Blooming (2)                                                                                              | Archivo:Icon Oriente Petrolero.png Oriente Petrolero                                                      | 14 | |
| 34.°                                        | [34] 1984                   | Blooming (1)                                                                                              | Archivo:Icon Oriente Petrolero.png Oriente Petrolero (4)                                                  | Bolívar                                                                                                   | 14 | |
| 35.°                                        | [35] 1985                   | Bolívar (10)                                                                                              | Jorge Wilstermann (5)                                                                                     | Real Santa Cruz                                                                                           | 15 | |
| 36.°                                        | [36] 1986                   | The Strongest (5)                                                                                         | Archivo:Icon Oriente Petrolero.png Oriente Petrolero (5)                                                  | Blooming                                                                                                  | 15 | |
| 37.°                                        | [37] 1987                   | Bolívar (11)                                                                                              | Archivo:Icon Oriente Petrolero.png Oriente Petrolero (6)                                                  | Petrolero (Cochabamba)                                                                                    | 15 | |
| 38.°                                        | [38] 1988                   | Bolívar (12)                                                                                              | The Strongest (6)                                                                                         | Jorge Wilstermann                                                                                         | 13 | |
| 39.°                                        | [39] 1989                   | The Strongest (6)                                                                                         | Archivo:Icon Oriente Petrolero.png Oriente Petrolero (7)                                                  | Blooming Bolívar                                                                                          | 12 | |
| 40.°                                        | [40] 1990                   | Archivo:Icon Oriente Petrolero.png Oriente Petrolero (3)                                                  | Bolívar (4)                                                                                               | Blooming San José The Strongest                                                                           | 13 | |
| 41.°                                        | [41] 1991                   | Bolívar (13)                                                                                              | San José (1)                                                                                              | Archivo:Icon Oriente Petrolero.png Oriente Petrolero                                                      | 14 | |
| 42.°                                        | [42] 1992                   | Bolívar (14)                                                                                              | San José (2)                                                                                              | Jorge Wilstermann                                                                                         | 16 | |
| 43.°                                        | [43] 1993                   | The Strongest (7)                                                                                         | Bolívar (5)                                                                                               | Blooming                                                                                                  | 15 | |
| 44.°                                        | [44] 1994                   | Bolívar (15)                                                                                              | Jorge Wilstermann (6)                                                                                     | The Strongest                                                                                             | 12 | |
| 45.°                                        | [45] 1995                   | San José (2)                                                                                              | Guabirá (1)                                                                                               | Bolívar · Archivo:Icon Oriente Petrolero.png Oriente Petrolero · The Strongest                            | 12 | |
| 46.°                                        | [46] 1996                   | Bolívar (16)                                                                                              | Archivo:Icon Oriente Petrolero.png Oriente Petrolero (8)                                                  | The Strongest                                                                                             | 12 | |
| 47.°                                        | [47] 1997                   | Bolívar (17)                                                                                              | Archivo:Icon Oriente Petrolero.png Oriente Petrolero (9)                                                  | Blooming                                                                                                  | 12 | |
| 48.°                                        | [48] 1998                   | Blooming (2)                                                                                              | Jorge Wilstermann (7)                                                                                     | The Strongest                                                                                             | 12 | |
| 49.°                                        | [49] 1999                   | Blooming (3)                                                                                              | The Strongest (7)                                                                                         | Bolívar                                                                                                   | 12 | |
| 50.°                                        | [50] 2000                   | Jorge Wilstermann (10)                                                                                    | Archivo:Icon Oriente Petrolero.png Oriente Petrolero (10)                                                 | The Strongest                                                                                             | 12 | |
| 51.°                                        | [51] 2001                   | Archivo:Icon Oriente Petrolero.png Oriente Petrolero (4)                                                  | Bolívar (6)                                                                                               | Real Potosí                                                                                               | 12 | |
| 52.°                                        | [52] 2002                   | Bolívar (18)                                                                                              | Archivo:Icon Oriente Petrolero.png Oriente Petrolero (11)                                                 | The Strongest                                                                                             | 12 | Último campeonato anual. |
| 53.°                                        | [53] 2003-A                 | The Strongest (8)                                                                                         | Bolívar (7)                                                                                               | Jorge Wilstermann                                                                                         | 12 | Primer campeonato semestral. |
| 53.°                                        | [54] 2003-C                 | The Strongest (9)                                                                                         | Jorge Wilstermann (8)                                                                                     | Bolívar                                                                                                   | 12 | |
| 54.°                                        | [55] 2004-A                 | Bolívar (19)                                                                                              | Aurora (5)                                                                                                | Jorge Wilstermann                                                                                         | 12 | Récord en puntos obtenidos en un torneo de 12 equipos bajo el sistema todos contra todos (53 pts).                                                                                                   |
| 54.°                                        | [56] 2004-C                 | The Strongest (10)                                                                                        | Archivo:Icon Oriente Petrolero.png Oriente Petrolero (12)                                                 | Real Potosí                                                                                               | 12 | |
| 55.°                                        | [57] 2005-AD                | Bolívar (20)                                                                                              | The Strongest (8)                                                                                         | Archivo:Icon Oriente Petrolero.png Oriente Petrolero                                                      | 12 | |
| 55.°                                        | [58] 2005-A                 | Blooming (4)                                                                                              | Bolívar (8)                                                                                               | Archivo:Icon Oriente Petrolero.png Oriente Petrolero                                                      | 12 | |
| 55.°                                        | [59] 2006-C                 | Bolívar (21)                                                                                              | Real Potosí (1)                                                                                           | Universitario (USFX)                                                                                      | 12 | |
| 56.°                                        | [60] 2006-ST                | Jorge Wilstermann (11)                                                                                    | Real Potosí (2)                                                                                           | Archivo:Icon Oriente Petrolero.png Oriente Petrolero                                                      | 12 | |
| 57.°                                        | [61] 2007-A                 | Real Potosí (1)                                                                                           | Bolívar (9)                                                                                               | La Paz FC                                                                                                 | 12 | |
| 57.°                                        | [62] 2007-C                 | San José (3)                                                                                              | La Paz FC (1)                                                                                             | Blooming                                                                                                  | 12 | |
| 58.°                                        | [63] 2008-A                 | Universitario (USFX) (1)                                                                                  | La Paz FC (2)                                                                                             | San José                                                                                                  | 12 | |
| 58.°                                        | [64] 2008-C                 | Aurora (2)                                                                                                | Blooming (3)                                                                                              | La Paz FC Real Potosí                                                                                     | 12 | |
| 59.°                                        | [65] 2009-A                 | Bolívar (22)                                                                                              | Real Potosí (3)                                                                                           | San José                                                                                                  | 12 | |
| 59.°                                        | [66] 2009-C                 | Blooming (5)                                                                                              | Bolívar (10)                                                                                              | Archivo:Icon Oriente Petrolero.png Oriente Petrolero · The Strongest                                      | 12 | |
| 60.°                                        | [67] 2010-A                 | Jorge Wilstermann (12)                                                                                    | Archivo:Icon Oriente Petrolero.png Oriente Petrolero (13)                                                 | Aurora | 12 | |
| 60.°                                        | [68] 2010-C                 | Archivo:Icon Oriente Petrolero.png Oriente Petrolero (5)                                                  | Bolívar (11)                                                                                              | Aurora | 12 | |
| 61.°                                        | [69] 2011-AD                | Bolívar (23)                                                                                              | Real Potosí (4)                                                                                           | Archivo:Icon Oriente Petrolero.png Oriente Petrolero                                                      | 12 | |
| 61.°                                        | [70] 2011-A                 | The Strongest (11)                                                                                        | Universitario (USFX) (1)                                                                                  | Archivo:Icon Oriente Petrolero.png Oriente Petrolero                                                      | 12 | |
| 61.°                                        | [71] 2012-C                 | The Strongest (12)                                                                                        | San José (3)                                                                                              | Archivo:Icon Oriente Petrolero.png Oriente Petrolero                                                      | 12 | |
| 62.°                                        | [72] 2012-A                 | The Strongest (13)                                                                                        | San José (4)                                                                                              | Bolívar                                                                                                   | 12 | |
| 62.°                                        | [73] 2013-C                 | Bolívar (24)                                                                                              | Archivo:Icon Oriente Petrolero.png Oriente Petrolero (14)                                                 | San José                                                                                                  | 12 | |
| 63.°                                        | [74] 2013-A                 | The Strongest (14)                                                                                        | Bolívar (12)                                                                                              | San José                                                                                                  | 12 | |
| 63.°                                        | [75] 2014-C                 | Universitario (USFX) (2)                                                                                  | San José (5)                                                                                              | The Strongest                                                                                             | 12 | |
| 64.°                                        | [76] 2014-A                 | Bolívar (25)                                                                                              | Archivo:Icon Oriente Petrolero.png Oriente Petrolero (15)                                                 | The Strongest                                                                                             | 12 | |
| 64.°                                        | [77] 2015-C                 | Bolívar (26)                                                                                              | The Strongest (9)                                                                                         | Jorge Wilstermann                                                                                         | 12 | |
| 65.°                                        | [78] 2015-A                 | Sport Boys (1)                                                                                            | Bolívar (13)                                                                                              | The Strongest                                                                                             | 12 | |
| 65.°                                        | [79] 2016-C                 | Jorge Wilstermann (13)                                                                                    | The Strongest (10)                                                                                        | Universitario (USFX)                                                                                      | 12 | |
| 66.°                                        | [80] 2016-A                 | The Strongest (15)                                                                                        | Bolívar (14)                                                                                              | Archivo:Icon Oriente Petrolero.png Oriente Petrolero                                                      | 12 | |
| 66.°                                        | [81] 2017-A                 | Bolívar (27)                                                                                              | The Strongest (11)                                                                                        | Guabirá                                                                                                   | 12 | |
| 66.°                                        | [82] 2017-C                 | Bolívar (28)                                                                                              | The Strongest (12)                                                                                        | Jorge Wilstermann                                                                                         | 12 | |
| División Profesional (FBF)                  |                             | | | | | |
| 67.°                                        | [83] 2018-A                 | Jorge Wilstermann (14)                                                                                    | The Strongest (13)                                                                                        | San José                                                                                                  | 14 | |
| 67.°                                        | [84] 2018-C                 | San José (4)                                                                                              | The Strongest (14)                                                                                        | Royal Pari                                                                                                | 14 | |
| 68.°                                        | [85] 2019-A                 | Bolívar (29)                                                                                              | The Strongest (15)                                                                                        | Nacional Potosí                                                                                           | 14 | |
| 68.°                                        | [86] 2019-C                 | Jorge Wilstermann (15)                                                                                    | The Strongest (16)                                                                                        | Bolívar                                                                                                   | 14 | Récord en puntos obtenidos en un torneo de 14 equipos bajo el sistema todos contra todos (60 pts).                                                                                                   |
| 69.°                                        | [87] 2020-A                 | Always Ready (3)                                                                                          | The Strongest (17)                                                                                        | Bolívar                                                                                                   | 14 | Récord en subcampeonatos consecutivos (7). Único torneo desarrollado en la Temporada 2020 debido a la emergencia sanitaria ocasionada por la Pandemia COVID-19.                                      |
| 69.°                                        | 2020-C                      | Torneo cancelado debido a la Pandemia COVID-19.                                                           | Torneo cancelado debido a la Pandemia COVID-19.                                                           | Torneo cancelado debido a la Pandemia COVID-19.                                                           | Torneo cancelado debido a la Pandemia COVID-19.                                                           | Torneo cancelado debido a la Pandemia COVID-19. |
| 70.°                                        | [88] 2021                   | Independiente Petrolero (1)                                                                               | Always Ready (5)                                                                                          | The Strongest                                                                                             | 16 | Récord en puntos obtenidos en un torneo de 16 equipos bajo el sistema todos contra todos (65 pts).                                                                                                   |
| 71.°                                        | [89] 2022-A                 | Bolívar (30)                                                                                              | The Strongest (18)                                                                                        | Atlético Palmaflor Blooming                                                                               | 16 | |
| 71.°                                        | [90] 2022-C                 | Torneo declarado finalizado debido a los bloqueos y problemas políticos en el departamento de Santa Cruz. | Torneo declarado finalizado debido a los bloqueos y problemas políticos en el departamento de Santa Cruz. | Torneo declarado finalizado debido a los bloqueos y problemas políticos en el departamento de Santa Cruz. | Torneo declarado finalizado debido a los bloqueos y problemas políticos en el departamento de Santa Cruz. | Torneo declarado finalizado debido a los bloqueos y problemas políticos en el departamento de Santa Cruz.                                                                                            |
| 72.°                                        | [91] 2023                   | The Strongest (16)                                                                                        | Bolívar (15)                                                                                              | Always Ready                                                                                              | 17 | Récord en puntos obtenidos en un torneo de 17 equipos bajo el sistema todos contra todos (65 pts).                                                                                                   |
| 73.°                                        | [92] 2024                   | Bolívar (31)                                                                                              | San Antonio (1)                                                                                           | The Strongest                                                                                             | 16 | Retorno, tras 22 años, de la gran final entre el campeón del torneo Apertura y Clausura para definir al campeón nacional.                                                                            |

A: Torneo Apertura.

C: Torneo Clausura.

AD: Torneo de Adecuación.

ST: Segundo Torneo.

Nota: Entre corchetes se detalla la edición del torneo respectivo y, entre paréntesis, el número de título y subtítulo obtenido por el club.

## Palmarés
Se muestra a continuación los títulos obtenidos por club desde el inicio del profesionalismo en 1950:
| Club                                                 | Campeón | Subcampeón | Temporadas campeón | Temporadas subcampeón |
| ---------------------------------------------------- | ------- | ---------- | --- | --- |
| Bolívar                                              | 31      | 15         | 1950, 1953, 1956, 1966, 1968, 1976, 1978, 1982, 1983, 1985, 1987, 1988, 1991, 1992, 1994, 1996, 1997, 2002, 2004-A, 2005-AD, 2006-C, 2009-A, 2011-AD, 2013-C, 2014-A, 2015-C, 2017-A, 2017-C, 2019-A, 2022-A, 2024. | 1951, 1969, 1975, 1990, 1993, 2001, 2003-A, 2005-A, 2007-A, 2009-C, 2010-C, 2013-A, 2015-A, 2016-A, 2023.                          |
| The Strongest                                        | 16      | 18         | 1952, 1964, 1974, 1977, 1986, 1989, 1993, 2003-A, 2003-C, 2004-C, 2011-A, 2012-C, 2012-A, 2013-A, 2016-A, 2023. | 1954, 1970, 1979, 1980, 1981, 1988, 1999, 2005-AD, 2015-C, 2016-C, 2017-A, 2017-C, 2018-A, 2018-C, 2019-A, 2019-C, 2020-A, 2022-A. |
| Jorge Wilstermann                                    | 15      | 8          | 1957, 1958, 1959, 1960, 1967, 1972, 1973, 1980, 1981, 2000, 2006-ST, 2010-A, 2016-C, 2018-A, 2019-C. | 1963, 1965, 1974, 1978, 1985, 1994, 1998, 2003-C.                                                                                  |
| Archivo:Icon Oriente Petrolero.png Oriente Petrolero | 5       | 15         | 1971, 1979, 1990, 2001, 2010-C. | 1972, 1976, 1977, 1984, 1986, 1987, 1989, 1996, 1997, 2000, 2002, 2004-C, 2010-A, 2013-C, 2014-A.                                  |
| Blooming                                             | 5       | 3          | 1984, 1998, 1999, 2005-A, 2009-C. | 1982, 1983, 2008-C. |
| San José                                             | 4       | 5          | 1955, 1995, 2007-C, 2018-C. | 1991, 1992, 2012-C, 2012-A, 2014-C.                                                                                                |
| Always Ready                                         | 3       | 5          | 1951, 1957, 2020-A. | 1952, 1953, 1959, 1967, 2021. |
| Aurora                                               | 2       | 5          | 1963, 2008-C. | 1957, 1960, 1961, 1964, 2004-A. |
| Municipal                                            | 2       | 4          | 1961, 1965. | 1956, 1957, 1958, 1973. |
| Universitario (USFX)                                 | 2       | 1          | 2008-A, 2014-C. | 2011-A |
| Real Potosí                                          | 1       | 4          | 2007-A | 2006-C, 2006-ST, 2009-A, 2011-AD.                                                                                                  |
| Chaco Petrolero                                      | 1       | 2          | 1970 | 1955, 1971. |
| Litoral (La Paz)                                     | 1       | 1          | 1954 | 1950 |
| Guabirá                                              | 1       | 1          | 1975 | 1995 |
| Universitario (UMSA)                                 | 1       | 0          | 1969 | |
| Sport Boys                                           | 1       | 0          | 2015-A | |
| Independiente Petrolero                              | 1       | 0          | 2021 | |
| La Paz FC (Desaparecido)                             | 0       | 2          | - | 2007-C, 2008-A. |
| 31 de Octubre                                        | 0       | 1          | - | 1966 |
| Litoral (Cochabamba)                                 | 0       | 1          | - | 1968 |
| San Antonio                                          | 0       | 1          | - | 2024 |

### Títulos por departamento
| Departamento | Campeonatos | Subcampeonatos | Clubes campeones | Clubes subcampeones |
| ------------ | ----------- | -------------- | --- | --- |
| La Paz       | 55          | 48             | Bolívar (31) The Strongest (16) Always Ready (3) Municipal (2) Chaco Petrolero (1) Litoral (La Paz) (1) Universitario (UMSA) (1) | The Strongest (18) Bolívar (15) Always Ready (5) Municipal (4) Chaco Petrolero (2) La Paz FC (2) 31 de Octubre (1) Litoral (La Paz) (1) |
| Cochabamba   | 17          | 15             | Jorge Wilstermann (15) Aurora (2)                                                                                                | Jorge Wilstermann (8) Aurora (5) Litoral (Cochabamba) (1) San Antonio (1)                                                               |
| Santa Cruz   | 12          | 19             | Blooming (5) Oriente Petrolero (5) Guabirá (1) Sport Boys (1)                                                                    | Oriente Petrolero (15) Blooming (3) Guabirá (1)                                                                                         |
| Oruro        | 4           | 5              | San José (4) | San José (5) |
| Chuquisaca   | 3           | 1              | Universitario (USFX) (2) Independiente Petrolero (1)                                                                             | Universitario (USFX) (1) |
| Potosí       | 1           | 4              | Real Potosí (1) | Real Potosí (4) |

### Campeones consecutivos
| Tetracampeonatos  | Tetracampeonatos | Tetracampeonatos        | Tetracampeonatos |
| Club              | Veces            | Años tetracampeón       |                  |
| ----------------- | ---------------- | ----------------------- | ---------------- |
| Jorge Wilstermann | 1                | 1957, 1958, 1959, 1960. |                  |

| Tricampeonatos | Tricampeonatos | Tricampeonatos          | Tricampeonatos |
| Club           | Veces          | Años tricampeón         |                |
| -------------- | -------------- | ----------------------- | -------------- |
| The Strongest  | 1              | 2011-A, 2012-C, 2012-A. |                |

| Bicampeonatos     | Bicampeonatos | Bicampeonatos                                                                               | Bicampeonatos |
| Club              | Veces         | Años bicampeón                                                                              |               |
| ----------------- | ------------- | ------------------------------------------------------------------------------------------- | ------------- |
| Bolívar           | 6             | (1982, 1983), (1987, 1988), (1991, 1992), (1996, 1997), (2014-A, 2015-C), (2017-A, 2017-C). |               |
| Jorge Wilstermann | 2             | (1972, 1973), (1980, 1981).                                                                 |               |
| Blooming          | 1             | 1998, 1999.                                                                                 |               |
| The Strongest     | 1             | 2003-A, 2003-C.                                                                             |               |

Cabe señalar que desde 1950 hasta 1959 la asociación encargada de organizar los torneos profesionales en el país era la AFLP, y que el club Wilstermann consiguió su primer título de esta racha en 1957 en un torneo paralelo denominado Torneo Nacional Mixto organizado por las Asociaciones de Fútbol de Cochabamba y Oruro. El club que ganó el torneo organizado por la AFLP en 1957 fue Always Ready. Ambos títulos son reconocidos por la Federación de Historia y Estadísticas del Fútbol.

## Estadísticas

### Clasificación histórica (desde 1977)
En el siguiente cuadro se muestra la tabla histórica donde están consideradas las 44 temporadas de la Primera División de Bolivia desde la conformación de la otrora Liga de Fútbol Profesional Boliviano hasta la actualidad (1977 - 2021). No se contabiliza torneos play-offs, partidos extra por el título o segundo lugar, ni partidos definitorios para el ascenso o descenso de categoría. Tampoco se incluye puntos de bonificación otorgados en torneos específicos.
| Pos |  | Club              | Temporadas | PJ   | PG  | PE  | PP  | GF   | GC   | Dif   | Pts. ×3 | % Punt. |
| --- |  | ----------------- | ---------- | ---- | --- | --- | --- | ---- | ---- | ----- | ------- | ------- |
| 1   |  | Bolívar           | 44         | 1791 | 985 | 394 | 422 | 3705 | 2019 | +1685 | 3319    | 61.8%   |
| 2   |  | The Strongest     | 44         | 1752 | 877 | 382 | 493 | 3307 | 2181 | +1136 | 3013    | 57.1%   |
| 3   |  | Oriente Petrolero | 44         | 1773 | 814 | 414 | 545 | 2959 | 2340 | +619  | 2859    | 53.7%   |
| 4   |  | Blooming          | 43         | 1652 | 733 | 343 | 606 | 2709 | 2422 | +286  | 2536    | 50.6%   |
| 5   |  | Jorge Wilstermann | 43         | 1593 | 694 | 380 | 519 | 2477 | 2049 | +481  | 2459    | 51.4%   |
| 6   |  | San José          | 42         | 1524 | 595 | 352 | 577 | 2424 | 2252 | +172  | 2128    | 47.5%   |
| 7   |  | Real Potosí       | 25         | 1022 | 389 | 204 | 429 | 1582 | 1675 | -93   | 1368    | 45.1%   |
| 8   |  | Guabirá           | 28         | 999  | 327 | 219 | 453 | 1285 | 1704 | -419  | 1200    | 39.8%   |
| 9   |  | Aurora            | 27         | 909  | 272 | 216 | 421 | 1206 | 1501 | -295  | 1033    | 37.9%   |
| 10  |  | Real Santa Cruz   | 27         | 833  | 261 | 187 | 381 | 1018 | 1395 | -377  | 970     | 38.7%   |

### Tabla histórica de goleadores
La clasificación de los máximos goleadores históricos de la Primera División es un resumen de los jugadores que alcanzaron la mayor cifra de goles anotados en el campeonato de Primera División de Bolivia desde 1977. En la presente tabla se muestra la cantidad final de goles de los máximos goleadores en Bolivia con sus temporadas en actividad y los clubes en los que anotaron.
| Pos. | Futbolista            | Goles | Partidos | Promedio | Equipo(s) |
| ---- | --------------------- | ----- | -------- | -------- | --- |
| 1.º  | Víctor Hugo Antelo    | 350   | 554      | 0,63     | Oriente Petrolero (144), Blooming (127), Real Santa Cruz (30), San José (20), Bolívar (15), The Strongest (14)                                                            |
| 2.º  | José Alfredo Castillo | 268   | 477      | 0,59     | Oriente Petrolero (146), Guabirá (66), Blooming (26), Sport Boys (18), Bolívar (11), Wilstermann (1)                                                                      |
| 3.º  | Juan Carlos Sánchez   | 261   | 399      | 0,65     | Blooming (146), Guabirá (43), San José (30), Jorge Wilstermann (21), Litoral (11), Independiente Petrolero (10)                                                           |
| 4.º  | Carlos Saucedo        | 256   | 408      | 0,62     | San José (155), Bolívar (18), Guabirá (17), Aurora (15), Blooming (15), Oriente Petrolero (12), Real Potosí (11), The Strongest (11), Royal Pari (2), Real Santa Cruz (1) |
| 5.º  | Pablo Daniel Escobar  | 228   | 411      | 0,55     | The Strongest (206), San José (22) |
| 6.º  | Fernando Salinas      | 201   | ¿?       | ¿?       | Bolívar (201) |
| 7.º  | Jesús Reynaldo        | 197   | ¿?       | ¿?       | Bolívar (89), Real Santa Cruz (38), The Strongest (36), Blooming (11), Guabirá (9), Always Ready (7), San Pedro (4), Universitario (UAB) (3)                              |
| 8.º  | William Ferreira      | 188   | 306      | 0,64     | Bolívar (173), Always Ready (13), Real Tomayapo (2) |
| 9.º  | Limberg Gutiérrez     | 167   | 381      | 0,44     | Blooming (88), Bolívar (50), The Strongest (20), Oriente Petrolero (8), Sport Boys (1)                                                                                    |
| 10.º | Horacio Baldessari    | 161   | 253      | 0,64     | Blooming (56), Oriente Petrolero (46), Bolívar (36), Destroyer's (23) |

### Jugadores con mayor cantidad de partidos disputados[6]
| Pos. | Jugador             | Partidos |
| ---- | ------------------- | -------- |
| 1.º  | Luis Aníbal Torrico | 660      |
| 2.º  | Joselito Vaca       | 657      |
| 3.º  | Nicolás Suárez      | 627      |
| 4.º  | Darwin Peña         | 619      |
| 5.º  | Herman Soliz        | 609      |
| 6.º  | Carlos Borja        | 582      |
| 7.º  | Vladimir Soria      | 581      |
| 8.º  | Sergio Galarza      | 567      |
| 9.º  | Daniel Vaca         | 558      |
| 10.º | Gonzalo Galindo     | 556      |
| 11.º | Miguel Ángel Hoyos  | 551      |

### Entrenadores

#### Entrenadores con más títulos
| Entrenador        | Cantidad | Equipos y torneos |
| ----------------- | -------- | --- |
| Eduardo Villegas  | 6        | Universitario (USFX) (2008-A), Jorge Wilstermann (2010-A), The Strongest (2012-C, 2012-A, 2013-A), San José (2018-C). |
| José Carlos Trigo | 4        | Jorge Wilstermann (1967, 1972, 1973, 1981).                                                                           |
| Carlos Aragonés   | 4        | The Strongest (1993), Blooming (1998, 1999), Bolívar (2006-C).                                                        |
| Moisés Barack     | 3        | Bolívar (1985, 1991), The Strongest (1989).                                                                           |
| Jorge Habegger    | 3        | Bolívar (1987, 1988, 1996).                                                                                           |
| Gustavo Quinteros | 3        | Blooming (2005-A), Bolívar (2009-A), Oriente Petrolero (2010-C).                                                      |
| Mauricio Soria    | 3        | Jorge Wilstermann (2006-ST), Real Potosí (2007-A), The Strongest (2011-A).                                            |
| Julio Borelli     | 2        | Always Ready (1951, 1957).                                                                                            |
| José Villazón     | 2        | Jorge Wilstermann (1958, 1960).                                                                                       |
| Raúl Pino         | 2        | Jorge Wilstermann (1980), Blooming (1984).                                                                            |
| Néstor Clausen    | 2        | The Strongest (2003-A, 2003-C).                                                                                       |
| Vladimir Soria    | 2        | Bolívar (2002, 2004-A).                                                                                               |
| Abdul Aramayo     | 2        | Bolívar (1983, 2005-AD).                                                                                              |
| Xavier Azkargorta | 2        | Bolívar (2014-A, 2015-C).                                                                                             |
| Beñat San José    | 2        | Bolívar (2017-A, 2017-C).                                                                                             |

## Copas nacionales

### Copa República
Las Copas Nacionales en Bolivia se remontan al año 1958 cuando la Federación Boliviana de Fútbol organizó la Copa República FBF, siendo este por muchos años el único torneo organizado en el país con dichas características.
| Temporada | Torneo             | N.º de equipos | Campeón       | Subcampeón        |
| --------- | ------------------ | -------------- | ------------- | ----------------- |
| 1958      | Copa República FBF | 14             | The Strongest | Jorge Wilstermann |

### Copa Liga
La Copa Liga, llamada oficialmente Copa Liga Profesional del Fútbol Boliviano, fue un torneo oficial organizado por la Liga del Fútbol Profesional Boliviano, en el primer semestre de 1979.
| Temporada | Torneo    | N.º de equipos | Campeón | Subcampeón      |
| --------- | --------- | -------------- | ------- | --------------- |
| 1979      | Copa Liga | 15             | Bolívar | Real Santa Cruz |

### Copa de la División Profesional
La Copa de la División Profesional es un torneo oficial organizado por la Federación Boliviana de Fútbol en la temporada 2023.
| Temporada | Torneo                          | N.º de equipos | Campeón | Subcampeón        |
| --------- | ------------------------------- | -------------- | ------- | ----------------- |
| 2023      | Copa de la División Profesional | 17             | Bolívar | Jorge Wilstermann |

#### PALMARÉS DE COPAS NACIONALES
| Equipo            | Campeón | Subcampeón |
| ----------------- | ------- | ---------- |
| Bolívar           | 2       | 0          |
| The Strongest     | 1       | 0          |
| Jorge Wilstermann | 0       | 2          |
| Real Santa Cruz   | 0       | 1          |

## TorneosPlay-Off(2008-2010)
Los play-off fueron competiciones anuales organizadas por la Liga entre 2008 y 2010. Como su nombre lo indica, tenían un formato de copa, eliminación directa a partidos de ida y vuelta (play-off en inglés), aunque los mejores perdedores podían continuar en pelea. El Objetivo era determinar quien se quedaría con los cupos de Bolivia 3 de la Copa Libertadores, no es considerada como título de Copa Nacional.

### Torneos disputados
| Año  | Ganador           | 2do Lugar | N.º de clubes | Clasificado a Copa Libertadores | Notas | Máximo goleador            | Goles   |
| ---- | ----------------- | --------- | ------------- | ------------------------------- | --- | -------------------------- | ------- |
| 2008 | Real Potosí       | La Paz FC | 12            | Real Potosí                     | | Álex da Rosa (San José)    | 9 goles |
| 2009 | Real Potosí       | Bolívar   | 11            | Real Potosí                     | | Anderson Gonzaga (Bolívar) | 6 goles |
| 2010 | Oriente Petrolero | San José  | 12            | San José                        | Oriente Petrolero cedió su cupo de la Copa Sudamericana 2011 tras haber ganado el Torneo Clausura 2010 y por ende clasificar a la Copa Libertadores 2011. | William Ferreira (Bolívar) | 8 goles |

#### Resumen estadístico
| Equipo            | Ganador | 2do Lugar |
| ----------------- | ------- | --------- |
| Real Potosí       | 2       | 0         |
| Oriente Petrolero | 1       | 0         |
| Bolívar           | 0       | 1         |
| La Paz FC         | 0       | 1         |
| San José          | 0       | 1         |

## Partidos clásicos

### Clásicos nacionales
Se denomina clásico al partido que enfrenta a dos equipos cuya rivalidad lleva un largo tiempo, principalmente por encontrarse en barrios, localidades o zonas geográficas cercanas o compartidas. En el fútbol boliviano son los partidos que enfrentan entre sí a los 6 clubes más grandes y populares del país (en orden alfabético): Blooming, Bolívar, Jorge Wilstermann, Oriente Petrolero, San José y The Strongest.

### Derbis
Se conoce como derbi al encuentro que enfrenta a dos equipos de una misma ciudad o región dentro de la misma competición.
Los siguientes siete derbis (en orden alfabético) se llegaron a disputar en algún momento en Primera División:
- El Clásico capitalino, entre Independiente Petrolero y Universitario (USFX).
- El clásico cochabambino, entre Aurora y Jorge Wilstermann.
- El clásico cruceño, entre Blooming y Oriente Petrolero.
- El clásico paceño, entre Bolívar y The Strongest.
- El Clásico potosino, entre Nacional Potosí y Real Potosí.

## Participación internacional
Un total de 31 equipos bolivianos han participado en algún torneo oficial internacional organizado por la Conmebol, de los cuales, Mariscal Santa Cruz es el único que ha logrado coronarse campeón de uno de ellos al ganar la Copa Ganadores de Copa 1970. Este es, hasta la fecha, el único trofeo internacional que un equipo boliviano ha podido levantar.
No obstante, otros tres equipos bolivianos han tenido participaciones destacadas a nivel internacional, de los cuales, Bolívar fue el que más cerca estuvo de conseguir el campeonato al quedar subcampeón de la Copa Sudamericana 2004. También Bolívar logró llegar en dos ocasiones a las semifinales de la Copa Libertadores, en sus ediciones de 1986 y 2014, instancia que también fue alcanzada por Jorge Wilstermann en la Copa Libertadores de 1981 y por Blooming en la Copa Libertadores de 1985.

### Detalle de participaciones en torneos internacionales
| Equipo                                               | C. Lib. | C. Sud. | C. M. | C. C. | R. S. | S. C. | Lib. Sub-20 | Participaciones |
| ---------------------------------------------------- | ------- | ------- | ----- | ----- | ----- | ----- | ----------- | --------------- |
| Bolívar                                              | 39      | 13      |       | 1     |       |       | 1           | 54              |
| The Strongest                                        | 31      | 5       | 2     | 2     |       |       |             | 40              |
| Archivo:Icon Oriente Petrolero.png Oriente Petrolero | 21      | 10      | 1     | 2     |       |       |             | 34              |
| Jorge Wilstermann                                    | 20      | 7       |       | 1     |       |       | 2           | 30              |
| Blooming                                             | 8       | 8       | 1     |       |       |       | 3           | 20              |
| San José                                             | 8       | 4       |       |       |       |       |             | 12              |
| Real Potosí                                          | 6       | 4       |       |       |       |       |             | 10              |
| Always Ready                                         | 5       | 2       |       |       |       |       | 2           | 9               |
| Nacional Potosí                                      | 1       | 8       |       |       |       |       |             | 9               |
| Aurora                                               | 3       | 5       |       |       |       |       |             | 8               |
| Universitario (USFX)                                 | 3       | 4       |       |       |       |       |             | 7               |
| Guabirá                                              | 2       | 5       |       |       |       |       |             | 7               |
| Municipal                                            | 3       |         |       |       |       |       |             | 3               |
| Royal Pari                                           | 1       | 2       |       |       |       |       |             | 3               |
| Chaco Petrolero                                      | 2       |         |       |       |       |       |             | 2               |
| La Paz FC                                            | 1       | 1       |       |       |       |       |             | 2               |
| San Antonio                                          | 1       | 1       |       |       |       |       |             | 2               |
| Independiente Petrolero                              | 1       |         |       | 1     |       |       |             | 2               |
| Atlético Palmaflor                                   |         | 2       |       |       |       |       |             | 2               |
| FC Universitario                                     |         | 2       |       |       |       |       |             | 2               |
| 31 de Octubre                                        | 1       |         |       |       |       |       |             | 1               |
| Litoral (Cochabamba)                                 | 1       |         |       |       |       |       |             | 1               |
| Sport Boys                                           | 1       |         |       |       |       |       |             | 1               |
| Universitario (UMSA)                                 | 1       |         |       |       |       |       |             | 1               |
| Gualberto Villarroel SJ                              |         | 1       |       |       |       |       |             | 1               |
| Petrolero (Yacuiba)                                  |         | 1       |       |       |       |       |             | 1               |
| Real Tomayapo                                        |         | 1       |       |       |       |       |             | 1               |
| Real Santa Cruz                                      |         |         |       | 1     |       |       |             | 1               |
| Mariscal Santa Cruz                                  |         |         |       |       | 1     |       |             | 1               |
| Litoral (La Paz)                                     |         |         |       |       |       | 1     |             | 1               |
| Quebracho                                            |         |         |       |       |       |       | 1           | 1               |

## Ascensos y descensos
Los ascensos y descensos en la Primera División de Bolivia entre 1954 y 1959 solamente fueron de equipos paceños debido a que los equipos de Cochabamba y Oruro eran clubes de otros departamentos.
Tras la creación de la Copa Simón Bolívar en 1960 por la FBF y por el formato del torneo no existían ascensos al torneo nacional, debido a que este torneo era clasificatorio solo para los campeones departamentales.
Entre 1978-1992, los ascensos y descensos en la Liga del Fútbol Profesional Boliviano se definían entre equipos del mismo departamento.
Entre 1993-2010, la Asociación Nacional de Fútbol y la LFPB llegaron a un acuerdo para que la Copa Simón Bolívar funcionara como el torneo de ascenso del fútbol boliviano y los ascensos y descensos se definieran entre los primeros de la Copa Simón Bolívar y los últimos de la Liga.
A partir de la temporada 2018, la Liga se amplió hasta 14 equipos tras un consenso entre la LFPB y ANF. Y a partir de la temporada 2021, la Divisiòn Profesional se expandió a 16 equipos.

### Ascensos y descensos por año
| Temporada | Ascenso(s) para la siguiente temporada                        | Descenso(s) en la corriente temporada                                                | Equipos en Primera División |
| --------- | ------------------------------------------------------------- | ------------------------------------------------------------------------------------ | --------------------------- |
| 1960-76   | -                                                             | -                                                                                    | 16                          |
| 1977      | No hubo                                                       | No hubo                                                                              | 16                          |
| 1978      | No hubo                                                       | 20 de Agosto                                                                         | 16                          |
| 1979      | 31 de Octubre, Ferroviario Santa Cruz                         | Bata, 31 de Octubre, Ferroviario Santa Cruz                                          | 17                          |
| 1980      | Independiente Petrolero                                       | Stormer's                                                                            | 14                          |
| 1981      | Chaco Petrolero                                               | Always Ready                                                                         | 14                          |
| 1982      | Primero de Mayo                                               | Independiente Unificada                                                              | 14                          |
| 1983      | Magisterio Rural                                              | Independiente Petrolero                                                              | 14                          |
| 1984      | 10 de Noviembre Wilstermann Cooperativas, Destroyer's, Ciclón | Primero de Mayo, Guabirá                                                             | 14                          |
| 1985      | Universitario (USFX), Bamin, Litoral (La Paz)                 | Magisterio Rural, 10 de Noviembre, Wilstermann Cooperativas, Municipal               | 15                          |
| 1986      | Always Ready, Municipal Potosí                                | Chaco Petrolero, Bamin                                                               | 15                          |
| 1987      | No hubo                                                       | Municipal Potosí, Petrolero (Cochabamba)                                             | 15                          |
| 1988      | No hubo                                                       | Aurora                                                                               | 13                          |
| 1989      | Independiente Petrolero, San Pedro                            | Universitario (USFX)                                                                 | 12                          |
| 1990      | Chaco Petrolero, Petrolero (Cochabamba), Orcobol,             | Litoral (La Paz), San Pedro                                                          | 13                          |
| 1991      | Litoral (La Paz) Real Beni, Universitario (UATF)              | Always Ready                                                                         | 14                          |
| 1992      | Club Deportivo Universitario (UABJB), Metalsán, Guabirá       | Real Beni, Orcobol, Real Santa Cruz, Litoral (La Paz)                                | 16                          |
| 1993      | Real Santa Cruz                                               | Petrolero (Cochabamba), Universitario (UABJB), Universitario (UATF), Chaco Petrolero | 15                          |
| 1994      | Stormer's                                                     | Metalsán                                                                             | 12                          |
| 1995      | Municipal, Chaco Petrolero                                    | Ciclón, Blooming                                                                     | 12                          |
| 1996      | Blooming                                                      | Stormer's                                                                            | 12                          |
| 1997      | Bamin Real Potosí                                             | Municipal                                                                            | 12                          |
| 1998      | Unión Central                                                 | Chaco Petrolero                                                                      | 12                          |
| 1999      | Atlético Pompeya, Mariscal Braun                              | Destroyer's, San José                                                                | 12                          |
| 2000      | Iberoamericana                                                | Atlético Pompeya                                                                     | 12                          |
| 2001      | San José                                                      | Real Santa Cruz                                                                      | 12                          |
| 2002      | Aurora                                                        | Mariscal Braun                                                                       | 12                          |
| 2003      | La Paz FC, Real Santa Cruz                                    | Independiente Petrolero, Guabirá                                                     | 12                          |
| 2004      | Destroyer's                                                   | Real Santa Cruz                                                                      | 12                          |
| 2005      | Universitario (USFX)                                          | Iberoamericana                                                                       | 12                          |
| 2006      | Real Mamoré                                                   | Unión Central                                                                        | 12                          |
| 2007      | Guabirá                                                       | Destroyer's                                                                          | 12                          |
| 2008      | Nacional Potosí                                               | Guabirá                                                                              | 12                          |
| 2009      | Guabirá                                                       | Nacional Potosí                                                                      | 12                          |
| 2010      | Nacional Potosí                                               | Jorge Wilstermann                                                                    | 12                          |
| 2011/12   | Petrolero (Yacuiba), Jorge Wilstermann                        | Real Mamoré, Guabirá                                                                 | 12                          |
| 2012/13   | Guabirá, Sport Boys                                           | La Paz FC, Petrolero (Yacuiba)                                                       | 12                          |
| 2013/14   | Universitario (UAP), Petrolero (Yacuiba)                      | Guabirá, Aurora                                                                      | 12                          |
| 2014/15   | Ciclón                                                        | Universitario (UAP)                                                                  | 12                          |
| 2015/16   | Guabirá                                                       | Ciclón                                                                               | 12                          |
| 2016/17   | Aurora, Royal Pari, Destroyer's                               | Petrolero (Yacuiba)                                                                  | 12                          |
| 2018      | Always Ready                                                  | Universitario (USFX)                                                                 | 14                          |
| 2019      | Atlético Palmaflor, Real Santa Cruz                           | Sport Boys, Destroyer's                                                              | 14                          |
| 2020      | Real Tomayapo, Independiente Petrolero                        | No hubo                                                                              | 14                          |
| 2021      | FC Universitario, Universitario (USFX)                        | Real Potosí, San José                                                                | 16                          |
| 2022      | Vaca Díez, Gran Mamoré                                        | Universitario (USFX)                                                                 | 16                          |
| 2023      | Gualberto Villarroel SJ, San Antonio                          | Atlético Palmaflor, Gran Mamoré, Vaca Díez                                           | 17                          |
| 2024      | ABB, CDT Real Oruro                                           | Real Santa Cruz, Royal Pari                                                          | 16                          |

1. ↑  Paralelo al torneo de 1957
2. ↑  «División Profesional: Fútbol boliviano se alista para maratónico certamen». Los Tiempos. 25 de noviembre de 2020.
3. ↑  «El torneo clausura de la división profesional fue suspendido de forma definitiva». El Deber. 10 de noviembre de 2022.
4. ↑  Rec.Sport.Soccer Statistics Foundation, ed. (21 de agosto de 2019). «Bolivia - List of Champions».
5. ↑  Incluye Club Bamín y Club Bamín Real Potosí.
6. ↑  «Máximas presencias». Página siete. Consultado el 6 de diciembre de 2023.
7. ↑  Diario La Razón (enlace recuperado) (ed.). «La Liga tiene 35 años». Archivado desde el original el 3 de junio de 2020. Consultado el 21 de septiembre de 2015.
8. ↑  Galarza, Jaime.  Once a Once, ed. «Ascensos y descensos de la Liga (hasta 2007)». Consultado el 29 de enero de 2012.
9. ↑  En la era de la Copa Simón Bolívar, al ser este un torneo clasificatorio, los descensos/ascensos se daban en la asociación a la cual pertenecían cada club.
10. ↑  En 1978, tras el descenso del club 20 de Agosto de Trinidad la Liga se queda con 15 equipos.
11. ↑  En 1979, Club Bata de Quillacollo decide abandonar la Liga una vez concluido el campeonato.
12. ↑  En 1985, Ciclón de Tarija es incorporado a la Liga.
13. ↑  En 1987, Municipal Potosí abandona el torneo y se eliminan los ascensos y descensos. Petrolero (Cochabamba) se retira de la Liga al finalizar el Torneo.
14. ↑  En 1988, Enrique Happ renuncia al ascenso.
15. ↑  En 1989, San Pedro es ascendido para ocupar la segunda plaza restante de Cochabamba.
16. ↑  En 1990, El club Orgullo de Cochabamba y Bolivia (Orcobol) es ascendido para ocupar la tercera plaza restante de Cochabamba.
17. ↑  En 1991, Club Universitario (UATF) y Real Beni son invitados a participar en el campeonato de 1992.
18. ↑  En 1993, Petrolero (Cochabamba) decide automarginarse de la Liga, además hubo 3 descensos directos. Asciende Real Santa Cruz.
19. ↑  Durante 23 años, desde 1994 y hasta 2017, la Liga fue conformada por 12 equipos.
20. ↑  Entre el año 2018 y hasta 2020, la División Profesional estuvo conformada por 14 equipos.
21. ↑  Desde la temporada 2021 la División Profesional está comformada por 16 equipos, exceptuando la temporada 2023.
22. ↑  Debido a la cancelación del torneo, se anuló el descenso directo pero si hubo 1 indirecto, además se incrementó 1 equipo para la siguiente temporada.
23. ↑  Se decidió 2 descensos directos y 1 indirecto para volver a conformar 16 equipos.
24. ↑  Se ascenderá a 2 equipos; 1 descenso y 1 ascenso directo; además del 1 indirecto.

## Derechos de televisión
Como antecedente, la Red ATB intentó transmitir la Primera División de Bolivia a inicios de la década de 1990 sin éxito alguno.
Debido al poco interés de adquirir los derechos de emisión, la Federación Boliviana de Fútbol vendió en un solo paquete a Produfe (una filial del canal de televisión argentino, Telefé) todos los partidos para las temporadas 1996, 1997 y 1998, junto con las Clasificatorias de Commebol para la Copa Mundial de Fútbol de 1998. Como Telefé estaba interesado en obtener los derechos universales, le cedió los derechos a Deporte Total y al canal que lo emitía, Bolivisión. 
Aquello impulso por primera vez, una licitación pública, la cual ganó Unitel en 1999, y que después Unitel revendió a varios sistemas de cable (entre ellos, los extintos Multivisión y Tu Ves HD), trato que se mantuvo hasta el año 2010.
En 2010, ATB, Bolivia TV y Entel formalizan una alianza para transmitir en televisión abierta, luego de que Unitel solo transmitiera algunos partidos. Debido a que ninguno de los tres asociados disponía de una señal en alta definición, se invirtió en tecnología para emitir en definición estándar con alta nitidez. La oferta de Entel ($us 2 millones), terminó superando la de Unitel ($us 1.2 millones).
Luego de la licitación de ATB y Bolivia TV, el año 2013, los 11 equipos negociaron con la empresa extranjera TV Sport Lives, que era representada por "The Game" en Bolivia, excepto el Club Bolívar, el cual firmó un contrato de exclusividad, también con ATB. 
El año siguiente, Sport TV Rights adquirió los derechos y desde entonces (2014-2019), se transmitieron en exclusiva por Tigo Sports (en televisión por cable) y Bolivia TV así como Bolivia TV 7.2 (en televisión abierta). 
Luego de las protestas en Bolivia de 2019, Bolivia TV perdió los derechos de emisión de la Primera División de Bolivia, siendo el último canal (hasta hoy) en transmitir los partidos en señal abierta.
En 2021, Tigo adquiere los derechos del fútbol boliviano de manera exclusiva por un periodo de 4 años.
Luego del trato con la telefónica Tigo, la Federación Boliviana de Fútbol anunció la creación de FútbolCanal, lo que derivó en una serie de ofertas, donde ganó Entel (por $us 120 millones) en conjunto con la cooperativa Cotas (por $us 5 millones), superando la oferta de la reciente Maplenet ($us 95 millones) y Tigo ($us 69 millones). 